# 雙羽黑光司

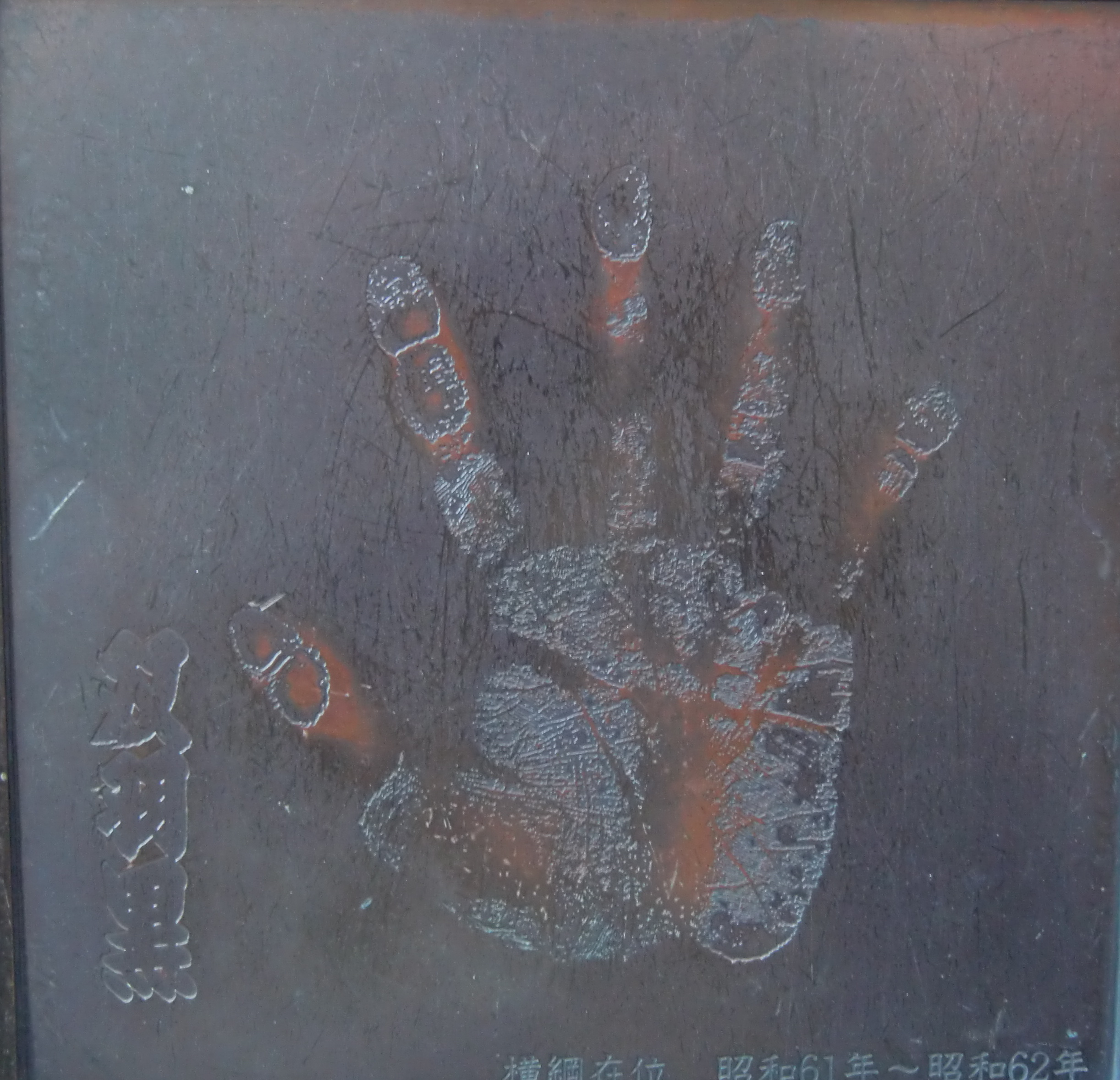
雙羽黑於東京兩國的手印

雙羽黑光司（日语：／ Futahaguro Kōji，1963年8月12日—2019年2月10日），原名北尾光司，日本三重縣津市出身前大相撲力士和前綜合格鬥家，第60代横綱。他身高2.01米，重160公斤。他所屬的相撲部屋是立浪部屋。
他是歷史上唯一一位沒優勝紀錄的橫綱，他在1987年被指對部屋師匠安念山治的夫人動粗被逐門和被日本相撲協會解聘。在1990年代他轉向摔角界發展。

## 相撲生涯
北尾生於津市，1979年3月15歲時參加專業相撲比賽，加入了立浪部屋，並於1984年9月在十兩級別獲得優勝後進入了幕內級別。在幕內級別中的第二場季賽中，他擊敗了橫綱北之湖敏滿並獲得了殊勲賞和晉升為小結。 
他於1985年5月昇為關脇。1985年7月，他回到前頭級別，但擊敗了另外兩個橫綱（隆之里俊英和千代之富士貢）並獲得了12場比賽的亞軍。1985年11月再次獲得亞軍後，他晉升到第二高位的大關 。北尾在1986年5月以第三名的成績繼續快速上升，隨後在7月份以14-1的比分獲勝，只輸了北勝海。他在最後一天擊敗了橫綱千代富士。

## 晉升橫綱
在這一結果之後，日本相撲協會面臨著一個困難的決定，因為在番付表上只有一位橫綱，但已有五位大關。相撲協會決定晉升北尾為橫綱和北勝海為大關。 在過去的三個場所中，北尾贏得了36場比賽，在後兩個場所中獲得優勝次點（亞軍），因此「連續兩場所優勝或同等水平」事實上的晉升標準被解釋得相當鬆散。 自從1942年照國萬藏以來，他是第一個沒有任何幕內賽事優勝而晉升為橫綱的人。他同時也把四股名改為雙羽黑。

## 垮台和驅逐
晉升雙羽黑為橫綱的決定被證明對相撲協會的極大尷尬。在1986年9月的比賽中他作為一名橫綱出道，他在首七天就只有三次勝利。在1986年11月和1987年1月兩次獲得亞軍後，隨後皆是一系列平庸的戰績。他作為橫綱的最佳成績是在1987年11月，當時他是第七次獲得亞軍，創造了13勝2負的戰績。然而，爭議離他不遠。在1987年的冬季巡迴賽中，他的部屋中有幾個tsukebito（初級弟子）拒絕為他服務，他在其中一次體罰了他們，因此1987年12月他與他部屋的師匠安念山治爭執，據說在途中打了他的妻子。相撲協會的年寄們沒有給予雙羽黑聆訊，而是投票接受他的「辭職」。雙羽黑成為了第一個被相撲協會驅逐出來的橫綱。他在橫綱級別僅舉行了八場比賽，並且已經證明無法贏得優勝。

## 引退後
被相撲協會解僱後，北尾與美國國家橄欖球聯盟聯繫在一起，但後而轉向職業摔跤。 
在2003年，當他被邀請回立浪部屋監督他一些練習時，驚喜地回到了相撲世界。他的回歸是可能的，這要歸功於北尾的部屋親方安念山治的退休，他曾被指控非法從部屋的資金中牟取暴利。他受新部屋親方的邀請並要求相撲協會重新評估北尾的案例。
在2019年2月10日，因慢性肾衰竭去世。